# Laškov
Obec Laškov se nachází v okrese Prostějov v Olomouckém kraji. Žije zde 565 obyvatel. Její součástí jsou i vesnice Dvorek, Kandia a Krakovec.

## Historie
Nejstarší záznam pochází z roku 1349. Tvrz z roku 1492 byla roku 1693 přestavěna na barokní zámek. Od roku 1667 má obec pečetítko. První známý majitel Laškova byl Beneš z Opatovic. V roce 1638 tvořilo poměrně rozsáhlé panství ovčárna, pivovar, dva mlýny, kostel, fara, ale už v roce 1643 bylo panství prohlášeno za zcela zničené. Roku 1683 přešlo do majetku augustiniánského kláštera v Olomouci. Augustiniáni k panství připojili Budětsko, Lešany, Pěnčín, Rakovou, grunty ve Vrbátkách a Štětovicích a z Laškova učinili centrum svého panství. Za preláta Englmana roku 1693 byl zámek restaurován a v roce 1784 byl zrušen klášter. Roku 1825 zakoupil panství František Kolář, jeho syn Karel Jaroslav opravil zámek, ve kterém roku 1887 přenocoval císař František Josef I. Jeho pobyt připomíná pamětní deska na nádvoří zámku. Po první světové válce byl zámek koupen drahanovickým cukrovarem a přeměněn ve skladiště.
V roce 1996 byl vytvořen znak a prapor.

## Obyvatelstvo

### Struktura
Vývoj počtu obyvatel za celou obec i za jeho jednotlivé části uvádí tabulka níže, ve které se zobrazuje i příslušnost jednotlivých částí k obci či následné odtržení.
| Místní části   | Místní části | 1869 | 1880 | 1890 | 1900 | 1910 | 1921 | 1930 | 1950 | 1961 | 1970 | 1980 | 1991 | 2001 | 2011 |
| -------------- | ------------ | ---- | ---- | ---- | ---- | ---- | ---- | ---- | ---- | ---- | ---- | ---- | ---- | ---- | ---- |
| Počet obyvatel | část Laškov  | 1122 | 1126 | 1126 | 1098 | 1067 | 1055 | 1044 | 843  | 889  | 811  | 752  | 623  | 587  | 563  |
| Počet domů     | část Laškov  | 174  | 194  | 211  | 215  | 222  | 217  | 226  | 249  | 270  | 237  | 229  | 251  | 261  | 274  |

## Pamětihodnosti
- Barokní Zámek Laškov
- Kostel Nanebevzetí Panny Marie z roku 1612[5]

## Osobnosti
- Jindřich Geisler (1849–1927), kněz, hudebník, zakladatel hudebního spolku Žerotín
- Josef Otčenášek (1863–1939), novinář, překladatel
- Richard Špaček (1864–1925), papežský prelát, kněz, teolog
- Vojtěch Chytil (1896–1936), malíř
- Antonín Jemelka (1896–1972), kněz a malíř
- Viktor Popelka (1918–1971), válečný letec, člen RAF a CIA.[8][9]

## Fotogalerie

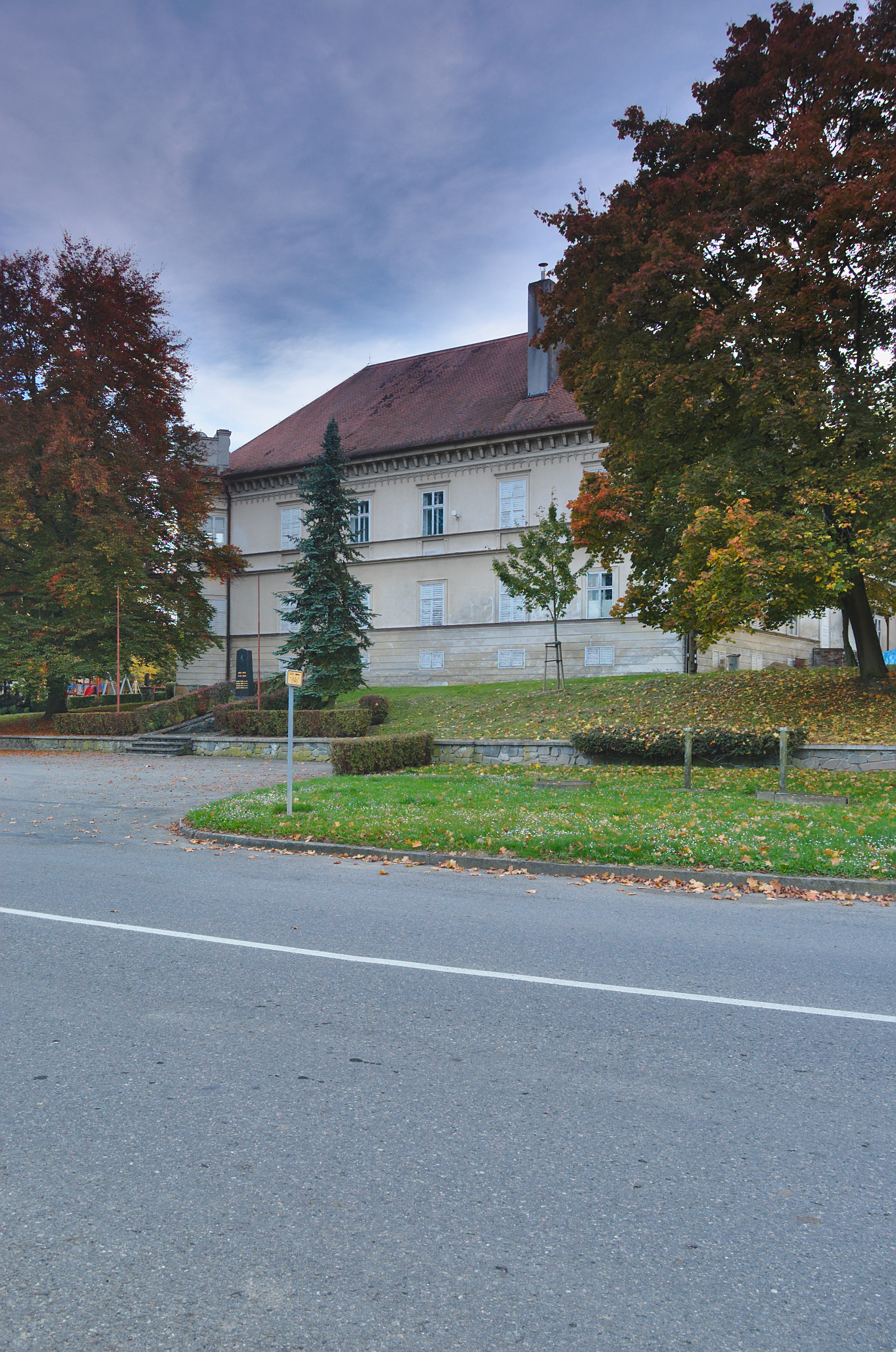
Zámek
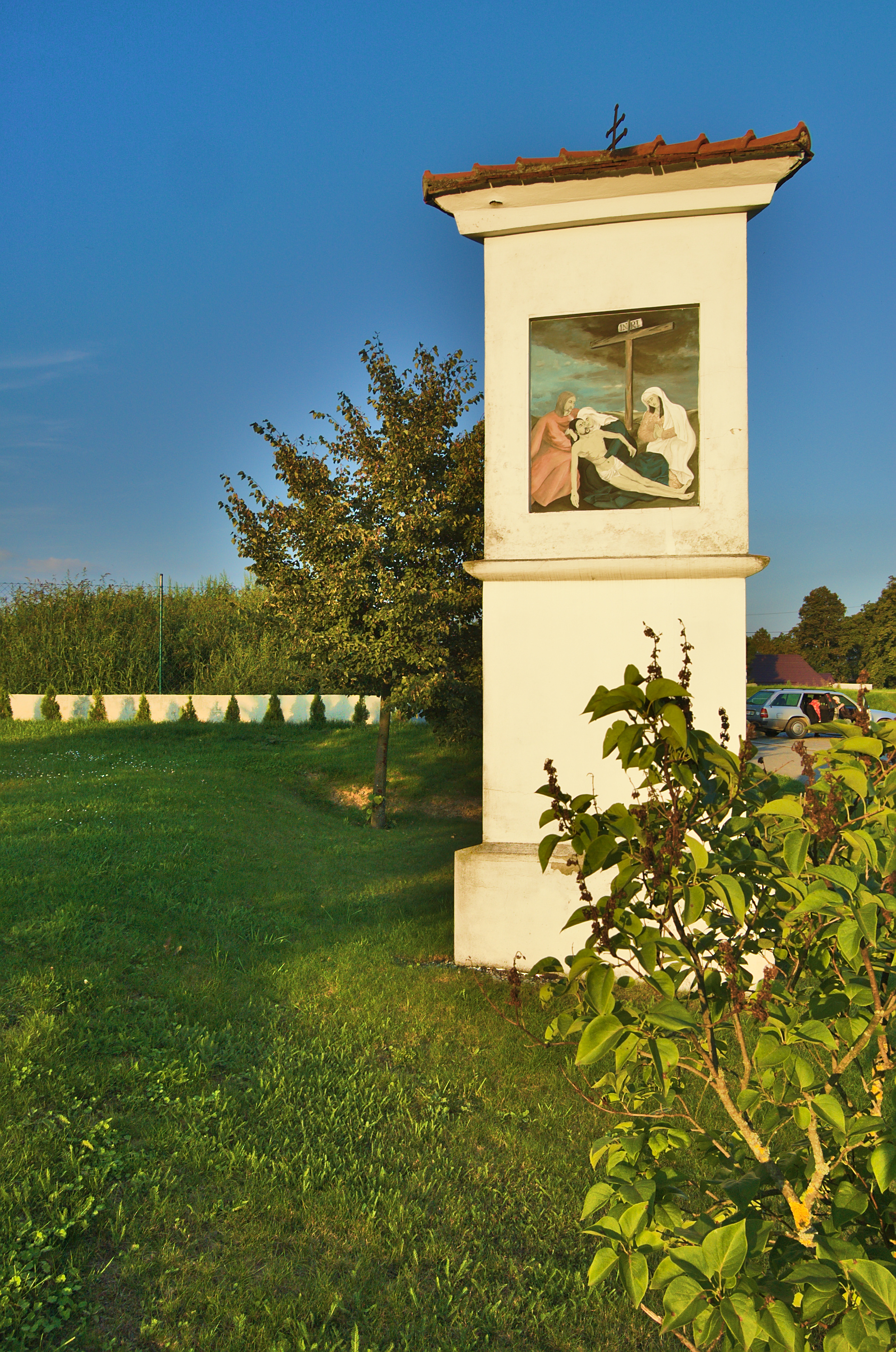
Boží muka nad obcí u silnice do Kandie
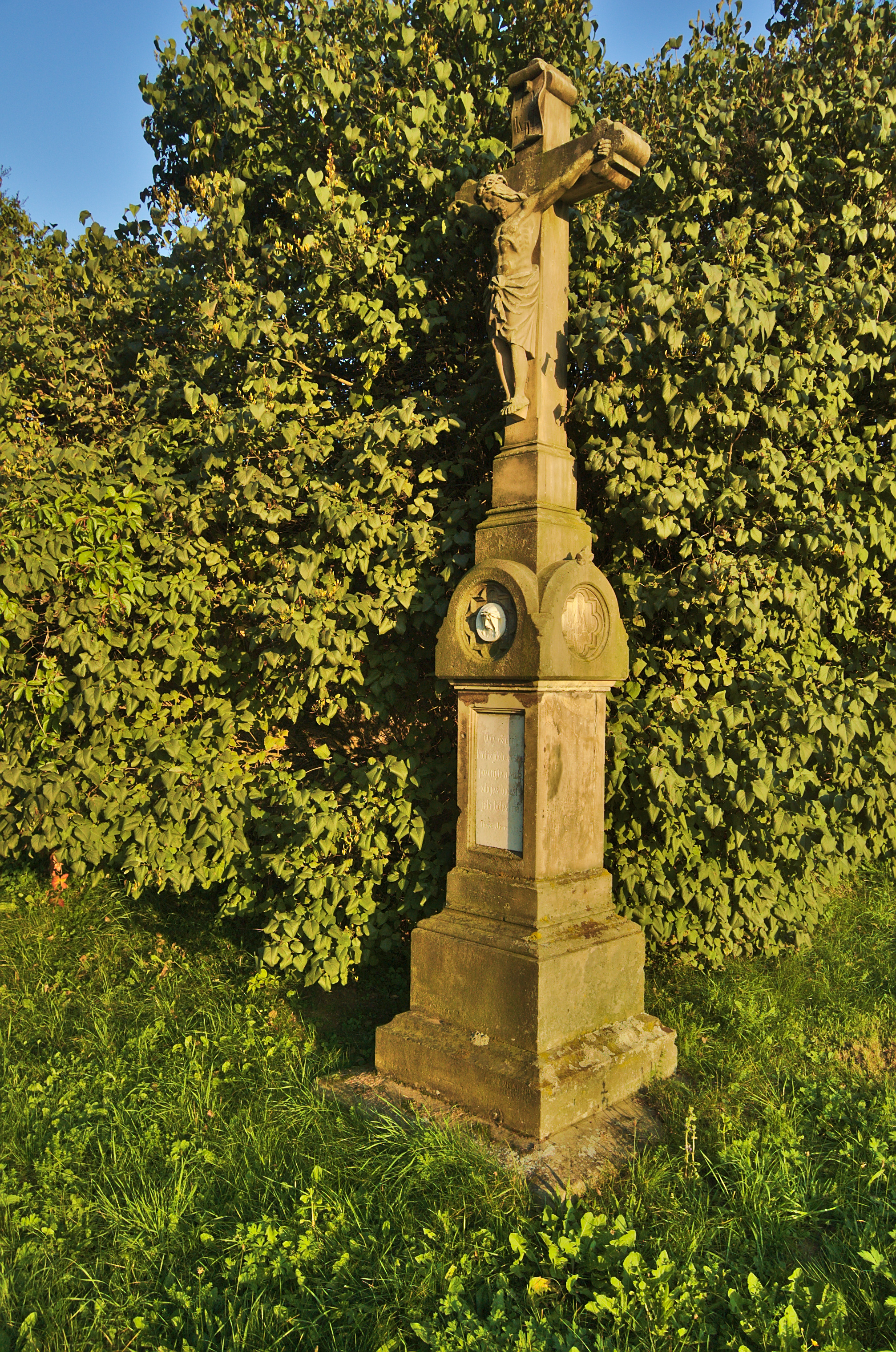
Kříž nad obcí u silnice do Kandie
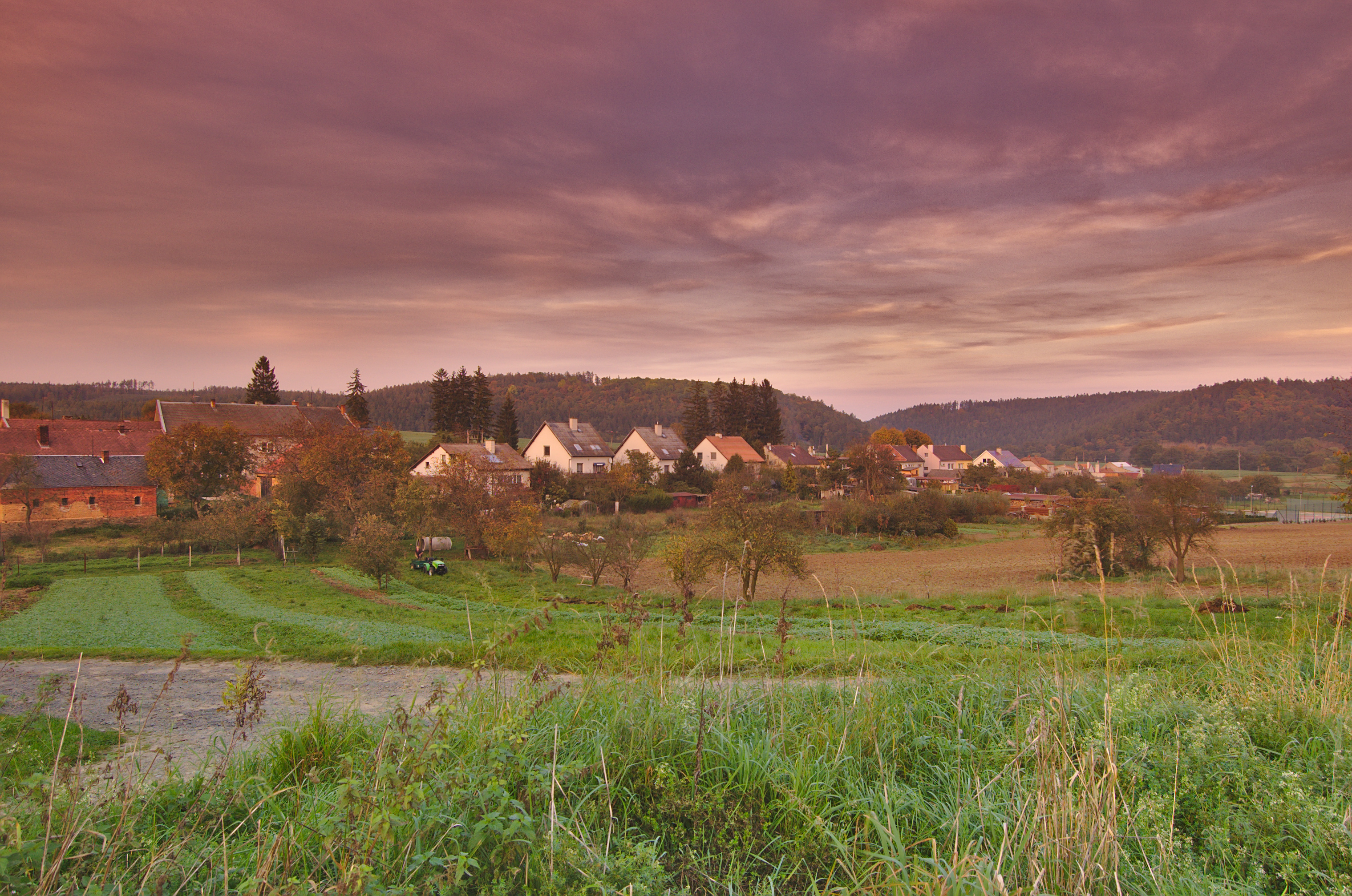
Pohled na obec od jihu při západu slunce
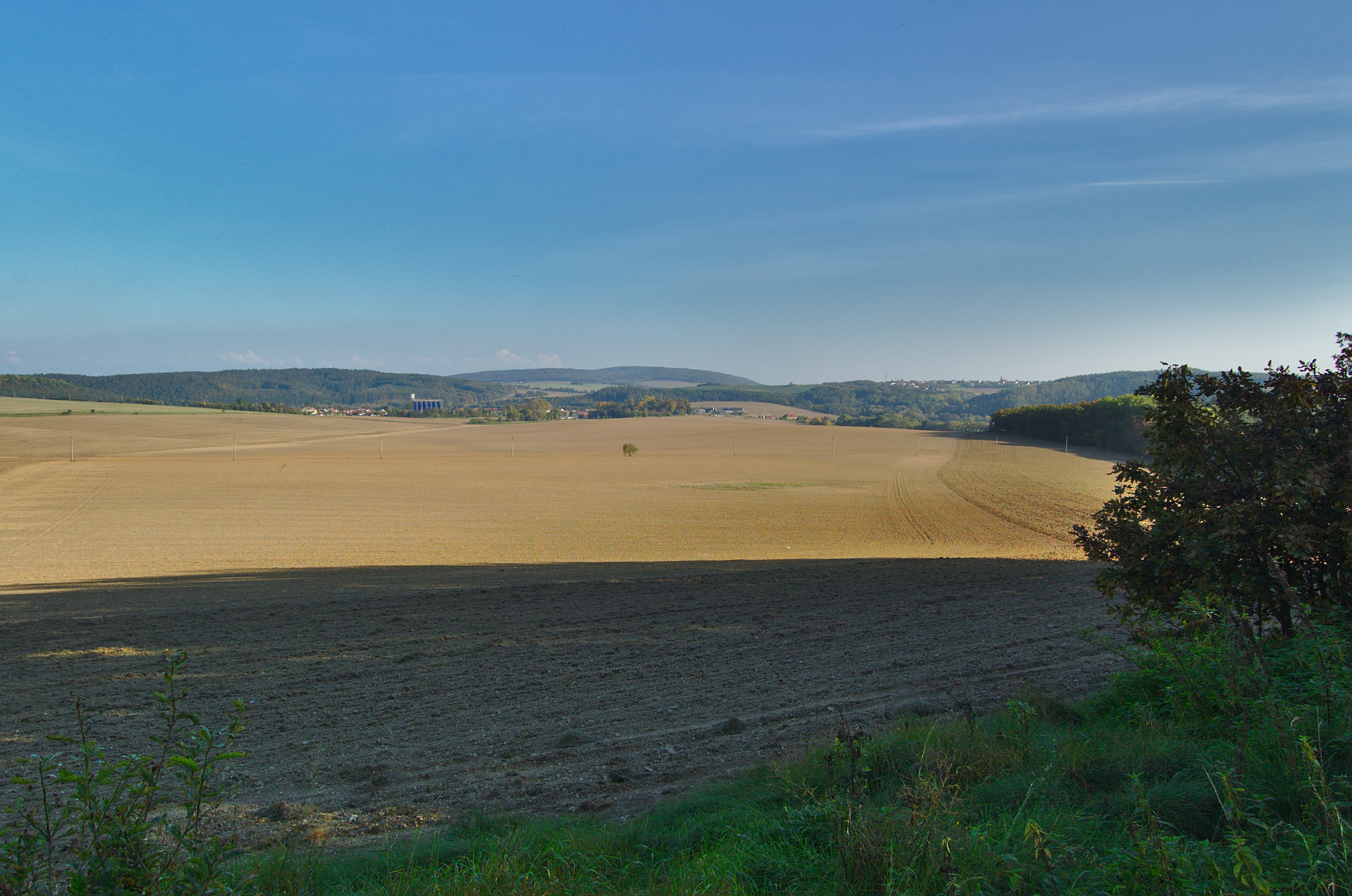
Pohled na obec od kaple svatého Antonína
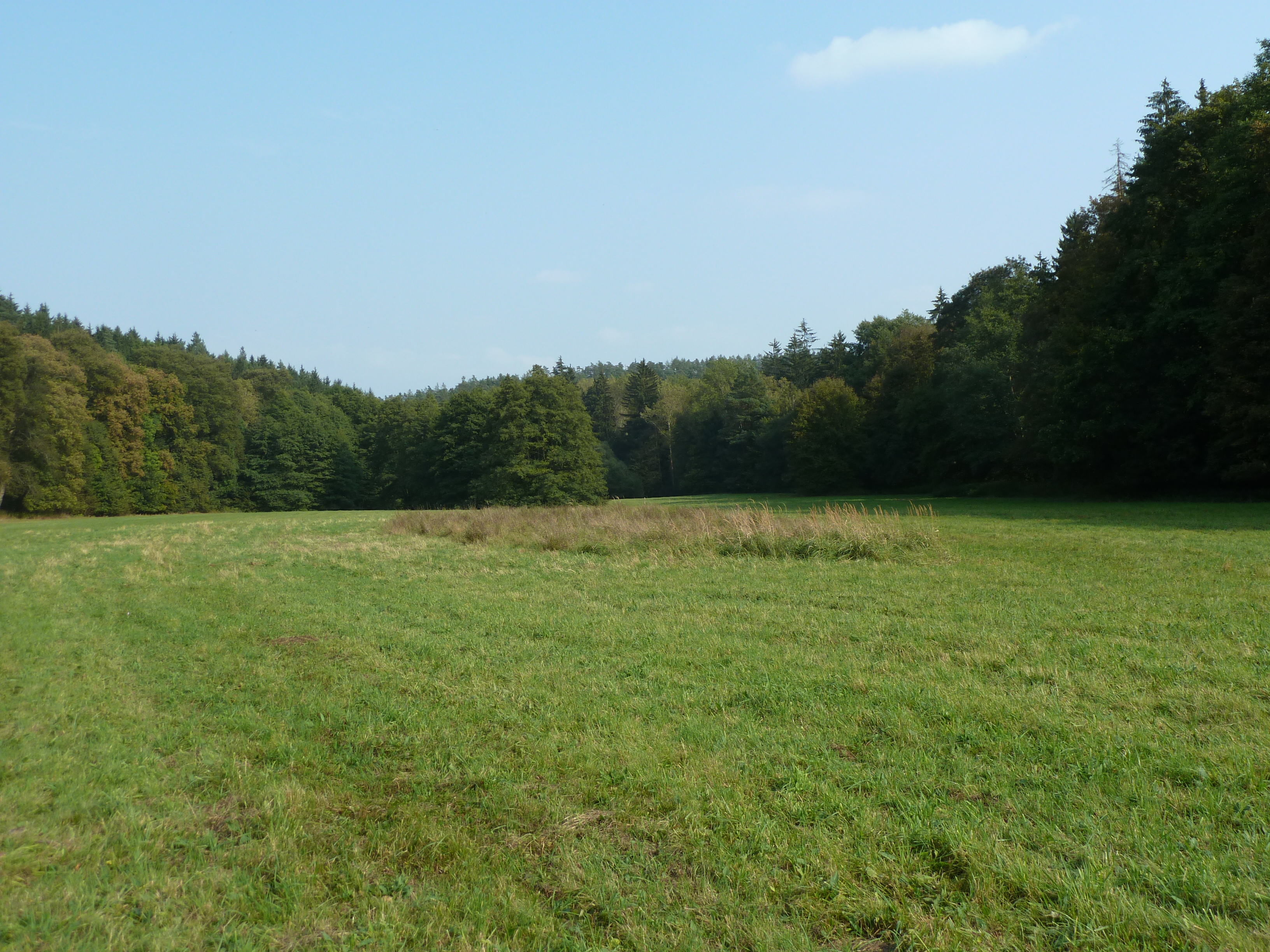
Terezské údolí